# ایزابل تولدو
ایزابل تولدو (انگلیسی: Isabel Toledo; ۹ آوریل ۱۹۶۰ – ۲۶ اوت ۲۰۱۹) طراح مد، و طراح صحنه و لباس آمریکایی-کوبایی بود.

میشل اوباما برای اولین بار در ژوئن ۲۰۰۸ از طرح تولدو برای حضور در جمع آوری کمک های مالی در شهر نیویورک استفاده کرد.